# Nanocomposite
Un nanocomposite est un matériau solide multiphasé dont une des phases a au moins une dimension inférieure à 100 nanomètres. Un nanocomposite est généralement la combinaison d’une matrice massive avec une phase de renfort nanométrique de propriétés différentes résultantes des différences structurales et chimiques.

## Spécificités
Les propriétés mécaniques des nanocomposites sont différentes de celles des matériaux composites traditionnels à cause d’un rapport surface/volume élevé du renfort, et de son facteur de forme important. Le renfort peut être sous forme de particules (minéraux), de feuillets (argiles exfoliées) ou de fibres (nanotubes de carbone). L’interface matrice-renfort présente une grande surface qui est typiquement un ordre de grandeur plus grand que celle dans le cas d’un matériau composite traditionnel. Cette interface implique qu'une faible quantité de renfort nanométrique peut avoir un effet observable sur les propriétés macroscopiques du composite. Par exemple, l’ajout de nanotubes de carbone améliore les conductivités électrique et thermique d’un matériau composite. D’autres types de nanoparticules peuvent conduire à l’amélioration des propriétés optiques, diélectriques, la résistance au feu, ou des propriétés mécaniques.

## Typologies de nanocomposites
En général, le renfort nanométrique est dispersé dans la matrice lors de l’élaboration du composite. Le taux massique de nanoparticules introduit est souvent très faible (entre 0,5 % et 5 %) à cause du seuil de percolation faible. Ceci est typiquement le cas pour les nanoparticules non-sphériques avec un facteur de forme élevé (par exemple, les argiles sous forme de feuillets, ou les nanotubes de carbone sous forme de fibres).
Selon le constituant de la matrice, il existe plusieurs types de nanocomposites :
- nanocomposites à matrice polymère ;
- nanocomposites à matrice céramique ;
- nanocomposites à matrice métallique.